# Тинкторис, Иоанн
Иоанн Тинкто́рис (лат. Johannes Tinctoris; ок. 1435, близ Нивеля — 1511, предположительно во Фландрии) — фламандский теоретик музыки и композитор. Расцвет научной карьеры связан с периодом жизни Тинкториса в Неаполе, где он написал все дошедшие до нас музыкально-теоретические трактаты.

## Биография
Отцом Тинкториса предположительно был Мартин ле Тентенье (Martin le Taintenier), мировой судья в городке Брен-л'Аллё, где родился Тинкторис. В 1460 году служил викарием в кафедральном соборе Камбре, где вероятно брал уроки музыки у Гильома Дюфаи. Около 1460—1462 годов главный певчий (succentor) собора в Орлеане. В 1462 поступил в Орлеанский университет, где изучал гражданское и римское право; в 1463 году стал поверенным в делах немецкого землячества (студентов). В начале 1470-х поступил на службу короля Фердинанда I (1423—1494) в Неаполе, где в течение 20 лет исполнял обязанности капельмейстера, придворного юриста и преподавателя музыкальных дисциплин. В 1490 году подал заявку на получение титула доктора права, которого по всей вероятности был удостоен. Во время работы при дворе неаполитанского короля посещал Феррару (1479), Рим (1492), путешествовал по Европе с целью вербовки новых певчих (1487). Биографические сведения о последних 20 годах жизни практически не сохранились. После смерти короля Фердинанда (1494) Тинкторис вероятней всего вернулся на родину, где и скончался.

## Научная деятельность
В своих трактатах Тинкторис затронул все основные проблемы музыкальной науки: контрапункт, учение о ладах, проблемы нотации и ритмики (в том числе, первое в истории систематическое описание синкопы), эстетические принципы музыкального сочинительства. Наиболее известны его труды «Книга об искусстве контрапункта» (1477), «Книга о природе и свойствах тонов» (1476) и энциклопедический «Определитель музыкальных терминов» (ок. 1475). Антикизирующие тенденции, типичные для ренессансной науки, проявляют себя, в частности, в экстраполяции принципа разнообразия (лат. varietas, diversitas), применявшегося в античной риторике, на многоголосную композицию. По Тинкторису, хороший композитор обязан быть изобретательным, а это значит максимально разнообразить применение метра и ритма, диссонантных и консонантных созвучий, использовать различные виды полифонической техники и т. д.:

Как в ораторском искусстве, по утверждению Туллия [Цицерона], слушателю более всего любезно разнообразие (varietas), так и в музыке чрезвычайную отраду для души слушателя уготовляет разнообразие созвучий (diversitas concentuum). Оттого и Философ в Этике, не усомнившись, утверждал, что разнообразие (varietas) — приятнейшая вещь, которая требуется человеку по природе. Этого разнообразия талантливый композитор (или опытный певчий) достигает, когда сочиняет (или исполняет) то одну мензуру, то другую, то одну совершенную каденцию (perfectio), то другую, то одну [ритмическую] пропорцию, то другую, то плавное голосоведение, то скачки, то с синкопами, то без синкоп, то с канонической имитацией (fuga), то без неё, то с паузами, то без пауз, то в диминуции, то без неё, то есть ровно [так как записано]. Впрочем, всё нужно делать с умом, хорошенько обдумав (я не говорю сейчас о певческой импровизации, в которой разнообразие обязано произволу певчих, [а только о музыке нотированной]): те [приёмы достижения] разнообразия, что годятся для шансон, не годятся для мотета, а те, что для мотета, не подходят для мессы. Таким образом, любое нотированное сочинение (res facta) следует разнообразить (diversificanda) в зависимости от его жанра и масштаба, как учат бесчисленные творения — не только мои, но и многочисленных композиторов, процветающих в наши дни. Всевозможные примеры разнообразия (varietates) содержат мессы <…> Дюфаи и Фоге, мотеты Региса и Бюнуа, мотеты и шансон Окегема и Карона <…>— Liber de arte contrapuncti III, 8
Тинкторис ввёл важное для понимания сущности музыкального произведения противопоставление фиксированного в нотной записи текста, res facta, иначе cantus compositus (букв. «распев сочинённый»), и «импровизированной» (по правилу) интерпретации того же текста в исполнительской практике, cantus supra librum (букв. «пение над книгой»), ныне известной у аутентистов как «пересочинение»:

Контрапункт простой или колорированный бывает двух родов — выписанный и воображаемый. Выписанный обычно называется resfacta, а тот, что мы воображаем мысленно, мы не считаем контрапунктом как таковым. О тех, кто исполняет второго рода музыку, обычно говорят, что они «поют над книгой». — Liber de arte contrapuncti II, 20
 Венцом научной деятельности Тинкториса должен был стать трактат «Об изобретении и применении музыки» в 5 книгах, который по объёму перекрыл бы всё написанное раньше. К сожалению, от этого грандиозного историографического замысла сохранились лишь фрагменты.
Помимо собственно научных изысканий ценность представляют ссылки (также в виде нотных примеров) в трактатах на композиторов (более всего Окегема и Бюнуа) и учёных музыкантов, свидетельствующие о широкой осведомлённости Тинкториса в современной ему музыкальной жизни Европы. Благодаря Гафури, на которого Тинкторис оказал прямое влияние, учение Тинкториса широко распространилось в Италии. Цитаты из опубликованного в 1495 году «Определителя» встречаются в трактатах итальянских и немецких теоретиков вплоть до XVII века.

## Трактаты и переводы
Помеченные знаком (S) трактаты Тинкториса изданы в кн.: Johannis Tinctoris Opera theoretica, ed. A. Seay // Corpus scriptorum de musica 22 (American Institute of Musicologe, s.l., 1975-78). Помеченные знаком (П) трактаты Тинкториса переведены на русский язык Р. Л. Поспеловой (см. Литература).
- Expositio manus («Объяснение <гвидоновой> руки», 1472-73); (S), (П); английский перевод А. Си опубликован в Journal of music theory IX (1965), pp. 194—232;
- Proportionale musices («Музыкальные пропорции», 1472-75); (S), (П); английский перевод А. Си опубликован в Journal of music theory I (1957), pp.22-75, исправленная версия издана отдельной книгой в Colorado Springs, 1979);
- Terminorum musicae diffinitorium («Определитель музыкальных терминов», написан в 1472-75, опубликован в Тревизо в 1495); репринт в кн.: Documenta musicologica, Reihe 1: Druckschriften-Faksimiles, Bd. 37 (Kassel, 1983); немецкий перевод Г.Беллермана в ежегоднике Jahrbuch für musikalische Wissenschaft I (1863), SS.61-114; французский перевод: А.Машабе (Paris, 1951); английский перевод К.Пэрриша: New York, 1963; итальянский перевод Л.Каммароты: Roma, 1965; критическое издание и новый итальянский перевод Ч.Панти: Firenze, 2004) (П);
- Complexus effectuum musices («Обобщение о действии музыки», 1472-75); (S), (П); редакция и итальянский перевод в кн.: Zanoncelli L. Sulla estetica di Johannes Tinctoris. Bologna, 1979; редакция и английский перевод в кн.: Egidius Carlerius, Johannes Tinctoris. On the dignity and the Effects of music, ed. by R.Strohm and J.D.Cullington. London, 1996;
- Liber imperfectionum notarum musicalium («Книга об имперфекциях в музыкальной нотации»[17], 1472-75); (S) (П);
- Tractatus de regulari valore notarum («Трактат о правильной длительности нот», 1472-75); (S), (П);
- Tractatus de notis et pausis («Трактат о нотах и паузах», 1472-75); (S), (П);
- Tractatus alterationum («Трактат о <ритмических> альтерациях», 1472-75); (S), (П);
- Scriptum… super punctis musicalibus («Сочинение… о музыкальных точках»[18], 1472-75); (S), (П);
- Liber de natura et proprietate tonorum («Книга о природе и свойствах тонов», 1476)[19]; английский перевод А.Си: Colorado Springs, 1967; (S);
- Liber de arte contrapuncti («Книга об искусстве контрапункта», 1477); (S), (П); английский перевод А.Си в кн.: Musicological Studies and Documents V (American Institute of Musicology, Rome, 1961);
- De inventione et usu musicae («Об изобретении и применении музыки», ок. 1481). Трактат утрачен. Фрагменты напечатаны в Неаполе, в 1481-83 гг., опубликованы в кн.: Weinmann K. Johannes Tinctoris und sein unbekannter Traktat ‘De inventione et usu musicae’. Regensburg, 1917; (П).

## Музыкальные сочинения
Тинкторис — автор шести месс, нескольких мотетов и многоголосных шансон (на французские тексты).

## Нотные издания
- Johannis Tinctoris opera omnia, edidit W. Melin // Corpus mensurabilis musicae XVIII (American Institute of Musicology, 1976